# Alcis juvenca
Alcis juvenca är en fjärilsart som beskrevs av Eugen Wehrli 1943. Alcis juvenca ingår i släktet Alcis och familjen mätare. Inga underarter finns listade i Catalogue of Life.